# Decoración en relieve (cerámica)

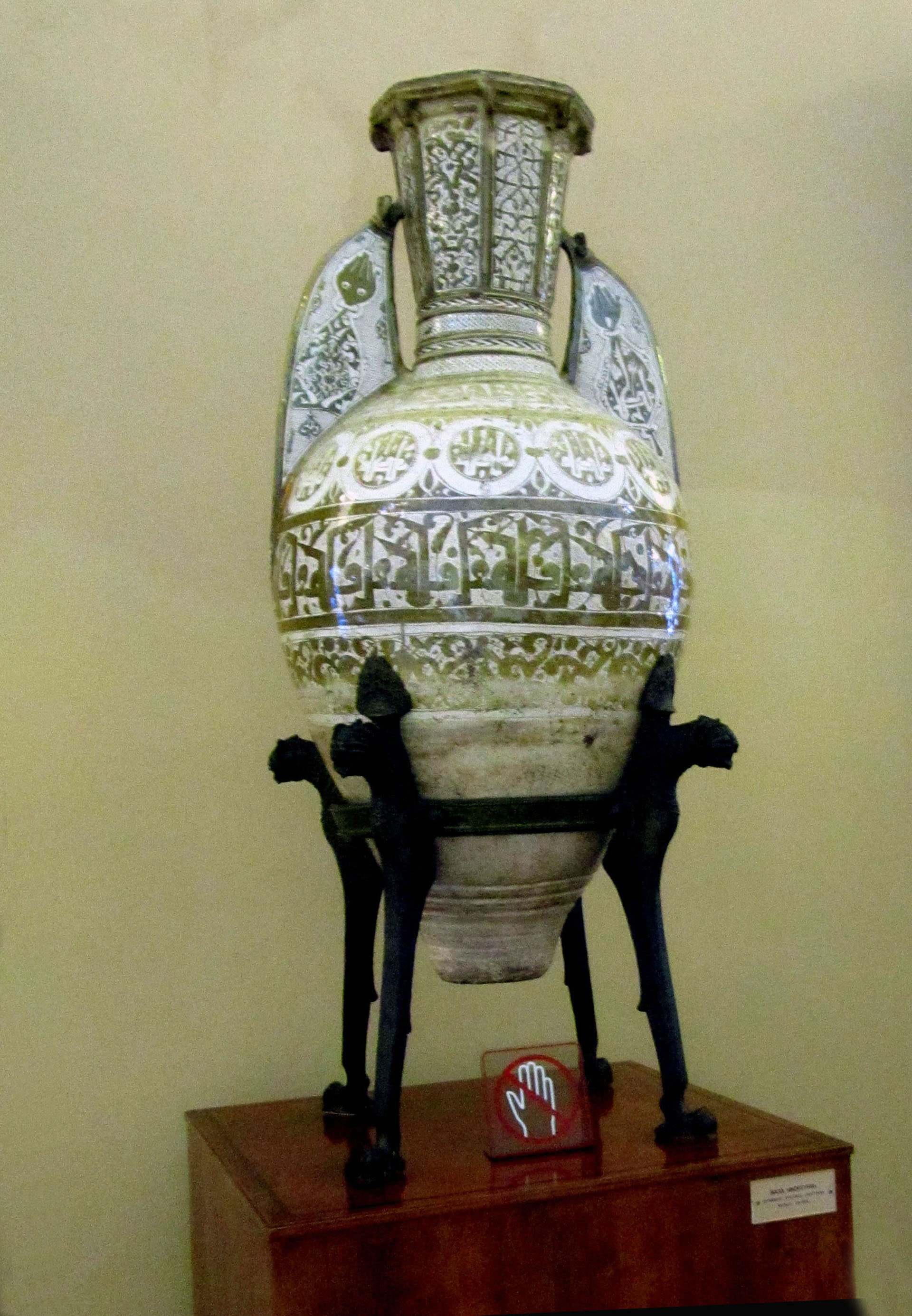
"Vaso de Fortuny", de cerámica hispano-morisca con reflejos metálicos procedente de Málaga (España); datado del y conservado en el Museo del Hermitage, San Petersburgo, Rusia.

La decoración en relieve consiste en aplicar arcilla líquida sobre la pieza elegida (vasija, plato, azulejo, etc.) motivos de ornamentación previamente modelados a mano o con molde. Para la composición de estos relieves se utiliza arcilla, agua, esmalte, grasa, óxidos metálicos y pintura vidriosa.
En la cerámica tradicional hispano-morisca este trabajo se hacía empleando dos técnicas: la de cuenca o arista y la cuerda seca. Ambas se usaron sobre todo para realizar esmaltados decorativos sobre baldosas o azulejos.
- Técnica de cuenca o arista:[2] Se emplea un molde para hacer unos huecos en la arcilla que todavía está blanda; esos huecos se rellenan con esmalte de color.
- Técnica de la cuerda seca: Se utiliza una línea pintada con pincel fino untada en cuerda seca (grasa especial y óxido de manganeso morado-negro). Esta línea (negruzca) pintada sobre una plaqueta de arcilla sirve para delimitar los colores.

La razón de que sea hecha con grasa es que los esmaltes son con base de agua y la cuerda seca, por el efecto de la grasa, detiene el esmalte.
El esmaltado se realiza con pinceles chinos, perillas pequeñas como las usadas para los enemas, o con espátulas; el esmalte se deposita en los sectores delimitados por la cuerda seca. Su espesor varía, dependiendo el punto de fusión del esmalte, entre 0,3 y 1,5 milímetros.

## Gruta de las Tullerías de París
El palacio de las Tullerías en París fue mandado construir para Catalina de Médici en 1564. Catalina encargó al artista Bernard Palissy (1510-1590) en el año 1567 la construcción de una gruta en los jardines del palacio. Esta gruta no existe en la actualidad, pero ha quedado documentado que tenía un revestimiento de azulejos que imitaban toda clase de mármoles y granitos y que a su vez estaban cubiertos de plantas y animales en relieve, todo ello policromado. En 1865 se recuperaron algunos fragmentos de aquella obra.[cita requerida]